# Ідріс (пророк)
Ідріс (араб. إدريس), (біблійний Єнох) — пророк (набі) і спасенник. У мусульманській традиції він уважається за першого, хто писав калами й шив голкою, вмів дізнаватися про майбутнє за зірками і знався на відліку часу. За переданням Ідріс був узятий на небо живим. Основні елементи його образу в післякоранічних переказах випливають із легенд про Єноха в їхніх юдейських, християнських та гностичних варіантах.

## Ідріс у мусульманській традиції
Згідно з ісламською традицією, Ідріс був нащадком Шита, сина Адама. Народився Ідріс у Вавилоні (за іншими переказами у Єгипті). Коли люди почали відходити від релігійних заповідей, Аллах обрав його своїм пророком. Спочатку він проповідував серед свого народу. Однак, незважаючи на всі його зусилля, більшість не змінила свого способу життя. Тоді пророк Ідріс виїхав з Вавилону до Єгипту, разом з ним переселилися до Єгипту ті, хто повірив його проповіді.
 
Ідріс був вченою людиною, володів кількома науками, зокрема, математикою і астрономією. Він був знавцем давніх писань Адама й Шиса (біблійний Сиф). Уважається, що він володів 72 мовами, і закликав до віри в Аллаха різні племена їхніми рідними мовами. Однак мало хто його дослухався.
 
За переданням він заснував близько 100 міст. Ідріс отримав від Аллаха здатність творити чудеса. Він знав кількість листя на деревах, поіменно перераховував усіх пророків, що прийдуть у світ після нього, передбачив великий потоп, що відбувся за часів Нуха (Ноя). Аллах послав йому сувій з Об'явленням (суху) на 30 сторінках. За мусульманським переданням, Ідріс, обдуривши янгола смерті, потрапив до раю і за свою вірність Аллаху лишився там на одному з небес до судного дня. У Корані про нього йдеться: «Згадаємо в Писанні Ідріса: воістину, він був спасенником і пророком. Ми вознесли його на високе місце» (19: 56/57).

Уважається, що пророк Мухаммед зустрічався з Ідрісом під час свого чудесного нічного внебовзяття (див. Мірадж).

У переданнях йдеться також про те, що всі давні філософи, мислителі та вчені отримали своє знання завдяки книгам Ідріса.